# Guy Verhofstadt
Guy Maurice Marie Louise Verhofstadt (Dendermonde, 1953. április 11. –) belga politikus, Belgium miniszterelnöke 1999–2008 között.
2009 óta az Európai Parlament tagjaként a Liberálisok és Demokraták Szövetsége (ALDE) frakcióvezetője, az Európai Parlament egyik interparlamentáris szövetségének, a Spinelli-csoportnak az egyik alapítója. Pártszövetsége az Európai Bizottság elnökének jelölte a 2014-es európai parlamenti választáson. Az Európai Parlament képviselője a Brexit-tárgyalásokon.

## Korai pályafutása
Guy Verhofstadt Flandriában, a genti régióban nőtt fel, ott is folytatta tanulmányait. Tanárai már a középiskolában is ragyogó tehetségű „rebellisnek” tartották. A Genti Egyetemen folytatott jogi tanulmányokat 1971–75 között, és ott választották a Flamand Liberális Diákszövetség elnökének (1972–74). Hamarosan Willy De Clercq-nek, a Flamand Liberális Párt (PVV) akkori elnökének a titkára lett. 1982-ben, 29 éves korában ő maga lett a liberális párt elnöke. 1985-ben beválasztották a parlamentbe, valamint miniszterelnök-helyettes és költségvetési miniszter lett Wilfried Martens kormányában. Gazdasági nézetei és fiatal kora miatt „Baby Thatcher”-nek nevezték. Egy másik beceneve volt ebből az időszakból a „da joenk”, ami brabanti flamand dialektusban annyit tesz: „az a kölyök” (meglehetősen pejoratív értelemben, éretlen stílusa és tekintélyromboló magatartása miatt).
Miután a miniszterelnök kizárta kormányából, az ellenzék vezetője lett. 1991 novemberében sikertelenül próbált meg kormányt alakítani. Ezután átformálta az általa vezetett pártot és új erők bevonásával a Népi Unióból (Volksunie, VU) és a Keresztény Néppártból (Christelijke Volkspartij, CVP) megalakította Flamand Liberálisok és Demokraták (Vlaamse Liberalen en Democraten, VLD) nevű pártot. Azonban az új párt sem tudta megelőzni Martens pártját. Verhofstadt ekkor lemondott és visszavonult a politikai színtérről. 1997-ben sokkal kevésbé radikális arculattal tért vissza. A neoliberalizmus irányából a közép felé fordult, ami különösen nyilvánvalóvá vált első miniszterelnöki periódusa alatt.

## Miniszterelnöki tevékenysége
Az 1999-es választásokon a hagyományosan sokpárti Belgiumban a VLD lett legnagyobb párt, megszerezve a flandriai szavazatok 22%-át. E nagy győzelmet sokan az akkor kitört élelmiszerbotránynak tulajdonították (dioxin-ügy).
Verhofstadt gyorsan koalíciót kötött a flamand szocialista és a zöld párttal, valamint vallóniai és brüsszeli megfelelőikkel (szimmetrikus koalíció). 1999. július 12-én tette le a miniszterelnöki esküt. Ez volt az első olyan belga kormány 1958 óta, amelynek nem voltak kereszténydemokrata tagjai, és az első olyan, amelybe bekerültek a zöldek.
2001 után romlani kezdett a gazdasági helyzet. Létrehoztak két társadalmi alapot annak érdekében, hogy biztosíthassák a nyugdíjrendszer fenntarthatóságát 2030-ig. A kormány igyekezett ösztönözni a gazdasági növekedést, egyidejűleg fenntartva a szociális ellátások színvonalát, ennek ellenére növekedésnek indult a munkanélküliség.
A külpolitika terén a kormány Franciaországgal, Németországgal és Oroszországgal együtt 2003-ban élesen ellenezte az USA iraki háborújának megindítását.

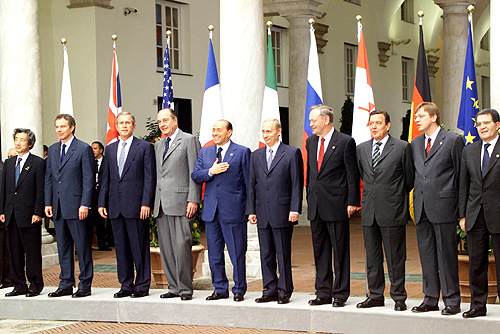
Guy Verhofstadt a G8 vezetőivel, 2001. július 22-én (jobbról balra a második)

A 2003-as általános választások nyomán újra Verhofstadt alakított kormányt, de már a zöldek nélkül, akik súlyos vereséget szenvedtek a szavazóurnáknál. A kormányalakítás jelentős nehézségekbe ütközött a liberálisok és a szocialisták szavazatarányának egyenlősége miatt, valamint azért is, mert nemzetközi téren nagy tiltakozást váltott ki a korábbi kabinet idején elfogadott törvény az univerzális kompetenciáról. (Ennek alapján Belgiumban vádat lehetett emelni a világon bárhol, bárki által elkövetett emberiségellenes bűntettek miatt; így például eljárás indult Augusto Pinochet ellen. Az ilyen bírósági eljárásoknak gyakorlati következményeik alig voltak, viszont súlyos diplomáciai bonyodalmakat okoztak.) Verhofstadt második kormánya 2003. július 12-én tette le az esküt, miután megegyeztek abban, hogy az említett törvényt jelentősen enyhítik.
2004-ben Verhofstadt pártja jelentősen meggyengülve, a harmadik helyre szorult a flandriai regionális választásokon. Ekkor felvetődött, hogy Verhofstadt kivonul a nemzeti politikából és az Európai Bizottság élére kerül Romano Prodit követve, azonban megválasztását élesen ellenezte Silvio Berlusconi és Tony Blair egyaránt.
A kormány ezután válságról válságra bukdácsolt, nem tudta megfelelően kezelni sem a zaventemi repülőtér éjszakai használata kapcsán kialakult társadalmi vitát, sem pedig a Brüsszel-Halle-Vilvoorde néven elhíresült flamand-vallon politikai konfliktust, ami az egész ország kettészakadásának veszélyét is magában hordozta. Minthogy ennek a kérdésnek a megoldása nélkül a belga alkotmánybíróság ítélete szerint nem lehetett volna érvényes választásokat tartani, Verhofstadt pár héttel előre hozta a 2007-es választásokat, hogy még az alkotmánybíróság által megadott határidő elé essenek, s ezzel a probléma megoldását az utódjára hagyta.
Verhofstadt és pártja a 2007-es általános választásokon vereséget szenvedett, amint az már az előző évi helyhatósági választások eredményeiből is várható volt. A választások nyertese, Yves Leterme azonban a kiéleződött flamand–vallon politikai vita légkörében képtelen volt kormányt alakítani. 2007 végén a II. Albert belga király felkérte Verhofstadtot – aki addig is ügyvezetőként a kormány élén maradt – hogy alakítson ideiglenes kormányt az ország előtt álló sürgős feladatok kezelése, így különösen a költségvetés elfogadása érdekében. 2007. december 21-én így Verhofstadt harmadszor is letette a hivatali esküt egy új kormány élén, igaz, ennek hivatali idejét március 20-ig szabták meg, amikorra is Leterme sikeresen befejezte koalíciós tárgyalásait és meg tudta alakítani a kormányát.

## Tevékenysége az Európai Parlamentben

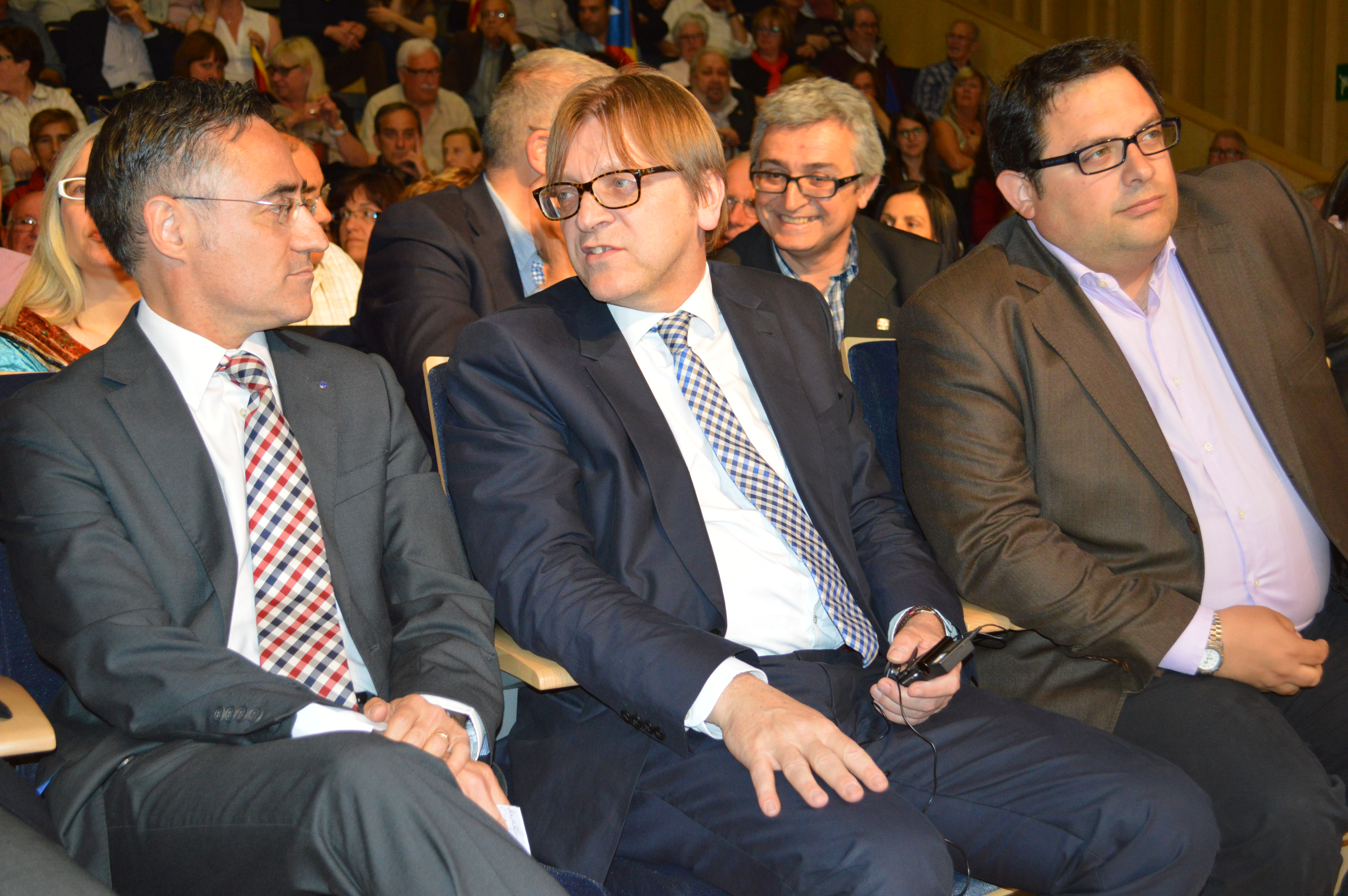
2014-ben (középen)

Verhofstadt az Európai Parlament 2009. évi választásán lett az Európai Parlament tagja. 2001-ben az Európai Unió Tanácsának elnöke volt. 2009-2014 között európai parlamenti képviselőként és az ALDE képviselőcsoport elnökeként tevékenykedett.
Pártszövetsége, a Liberálisok és Demokraták Szövetsége Európáért vezetőjeként több esetben élesen kritizálta az Európai Néppárthoz tartozó Orbán Viktor kormányának egyes intézkedéseit. 2013 márciusban nehezményezve a diákok „röghöz kötését”, cikket írt az EUobserver című online lapban, amelyben bejelentette, hogy kezdeményezni készül az EP-ben, hogy érvényesítsék Magyarországgal szemben a 7-es cikkelyt, azaz az ország szavazati jogának felfüggesztését. 2015-ben Budapesten bírálta a magyar kormányt, amiért az – szerinte – vegzálta a civil szervezeteket, korlátozta a sajtó- és vallásszabadságot, és megpróbálta megadóztatni az internethasználatot. 2017-ben az EP egyik elnöki értekezletén a frakcióvezetők stratégiai kérdésekről tárgyaltak, ahol Verhofstadt felvetette az általa elítélt nemzeti konzultáció ügyét, majd a Twitteren közölt üzeneteiben azt állította, hogy emiatt a kezdeményezésére Antonio Tajani EP-elnök bekéreti Magyarország nagykövetét és felszólítja a magyar kormány vezetőjét a nemzeti konzultáció leállítására. Azonban Tajani Ep-elnök szóvivője leszögezte, hogy nincs szó a magyar nagykövet bekéretéséről: a kabinetfőnök telefonon fog beszélni a magyar uniós nagykövettel.

## Elismerések
- 1995-ben államminiszterré nevezte ki a király, ami Belgiumban egy életre szóló megtisztelő cím.
- A belga Lipót-rend nagyszalagja kitüntetés birtokosa

## Magánélete
1981-ben házasságot kötött Dominique Verkinderennel, két gyermekük született, Louis és Charlotte. Szabadidejében kerékpározik.